# 戴蒙德诉查克拉巴蒂案
戴蒙德诉查克拉巴蒂案（Diamond v. Chakrabarty），447 U.S. 303 (1980)是美国联邦最高法院判决的一个案件，裁定转基因生物可被授予专利。